# Mario + Rabbids Kingdom Battle
Mario + Rabbids Kingdom Battle es un videojuego de rol táctico basado en turnos desarrollado y publicado por Ubisoft. Es un "crossover" de las franquicias de Raving Rabbids de Ubisoft y Mario de Nintendo. Salió a la venta en todo el mundo el 29 de agosto de 2017. Durante el evento Ubisoft Forward del E3 2021, se anunció Mario + Rabbids Sparks of Hope para Nintendo Switch. La secuela se estrenó el 20 de octubre de 2022.

## Jugabilidad
Mario + Rabbids Kingdom Battle es un videojuego de rol que ofrece combates por turnos y elementos de exploración. El juego cuenta con ocho personajes jugables: Mario, Luigi, la Princesa Peach y Yoshi de la franquicia Mario, y cuatro Rabbids vestidos como los primeros. Sus respectivas habilidades son:
- Mario: Su arma principal es el Blaster, una especie de pistola que se incrusta en la muñeca de Mario. Dispara un rayo láser que llega hasta un solo Rabbid. Como arma secundaria tiene un martillo llamado Cuerpo a Cuerpo. Como su propio nombre indica, Solo tiene de alcalde las casillas cercanas a Mario, pero desata una onda expansiva que daña a Rabbids cercanos. Como habilidad de movimiento tiene el pisotón, que hace posible el aterrizar en la cabeza de un enemigo dañándole así. Como técnica tiene La vista del Héroe, que hace que Mario dispare a cualquier cosa que se mueva independientemente del turno en el que esté, y el Poder M, que sube el ataque en un 20% en las casillas cercanas
- Luigi: Su arma principal es el Pecision, una aspiradora que dispara a largas distancias haciendo función de sniper, lo que compensa la poca vida de Luigi. Como arma secundaria tiene el Centinela, un coche explosivo que va avanzando cada turno hasta llegar al rival y explotar. Este puede tener una función distractiva. Como habilidad de movimiento tiene el doble salto, que le permite realizar dos saltos por acción de movimiento y así llegar más lejos. Como técnicas tiene la Mirada de Acero, similar a la Vista de Héroe, y Salir por patas, que añada dos casillas de movimientos a los aliados cercanos
- Peach: Su arma principal es el Explosionador, una escopeta que desata una onda expansiva que daña masivamente a Rabbids. Esta arma es peligrosa ya que puede dañar a aliados si se encuentran el rango de expansión. Su arma secundaria es el Gránade, un patito de goma que puede rebotar y al atacar explota. Como habilidad de movimiento tiene el salto de curación, que al aterrizar hace que las zonas cercanas reciban curación. Sus técnicas son la Vista Real, similar a la Vista del héroe y la Mirada de Acero, y Protección, que ofrece una reducción del daño recibido a los aliados cercanos y hace que Peach asuma el daño restante.
- Yoshi: Su arma principal es el Disparo Estruendoso, una ametralladora arriesgada ya que su rango de daño es muy variado. También cuenta con un Bazooka que tiene una función similar a la Gránade. Como habilidad de movimiento tiene el salto bomba, que hace una onda expansiva al aterrizar dañando a Rabbids y a aliados. Sus técnicas son Friehuevos, similar a la Vista del Héroe, la Mirada de Acero, y la Vista Real, y Supergarantia, que asegura el súperefecto al atacar
- Rabbid Mario: Su arma principal es el Explosionador, una escopeta similar a la de peach con el mismo efecto. También cuenta con un martillo con el mismo efecto del de Mario. Como habilidad de movimiento tiene el aceleran explosivo, que es como usar un martillo con cada acelerón. 
- Rabbid Luigi: Su arma principal es el Bworbe, un yoyó con un hilo invisible que dispara pero no hace mucho daño. Como arma secundaria tiene un el Cohete, como el de Yoshi. Como habilidad de movimiento tiene el doble acelerón vampiro, que le permite hacer dos acelerones que además ponen el efecto de Vampirizar. Sus técnicas son Escudo, que evita ellos súperefecto y reduce el daño ligeramente, y debilitar, que reduce el daño de los Rabbids cercanos
- Rabbid Peach: Su arma principal es el Blaster como el de Mario, y su arma secundaria es un Centinela como el de Luigi. No tiene nada especial en cuanto a movimiento, pero puede realizar dos acelerones y eso viene bastante bien. Como técnicas tiene Escudo, que reduce considerablemente el daño pero no evada los súperefectos, y curación, que aumenta la vida de los aliados cercanos
- Rabbid Yoshi: Su arma principal es el Disparo Estruendoso, una ametralladora similar a la de Yoshi. Como arma secundaria tiene el Granade, similar a la de peach. No tiene ninguna habilidad de movimiento, pero puede realizar varios acelerones
Los personajes manejan armas que disparan rayos láser. El juego cuenta con dos jugadores de modo cooperativo local.

## Trama
Todo comienza en el sótano de una chica científica que es fan de Mario, ya que tiene pósteres, paredes de los niveles del Super Mario Bros, figuras de Mario, Luigi, Toad, Bowser, etc, (la chica) tararea la música del primer nivel del Super Mario Bros, lleva puesta una camiseta de una Superestrella, etc. La chica le está dando los últimos toques a una especie de gafas de realidad virtual (más tarde llamadas "Cascos de Superfusión"), ya que habían sufrido un recalentamiento. Cuando termina, se las pone para probarlas. Después de eso, aparece su ayudante Beep-O, mientras le habla de que hace 3 meses les habían puesto en la portada de una revista llamada "Tecno", que, después de abrirla encuentra el artículo que habla de la Superfusión (que es combinar un objeto A y un objeto B para crear un objeto C). Después dice que la Superfusión podría solucionar la crisis energética, e intenta la Superfusión con una flor y una lámpara. Lo consigue pero las gafas tuvieron un problema y las dejó encendidas encima de la mesa. Por consiguiente, llega una lavadora que puede viajar en el tiempo con los Rabbids dentro, y al salir empiezan a desmoronar y jugar con las cosas que hay, mientras uno de los Rabbids se pone las gafas (que después sería llamado "Spawny"). Pero Spawny accidentalmente realiza la Superfusión con uno de los Rabbids que había allí transformándolo en "Rabbid Peach" (que lleva siempre un teléfono móvil para sacarse fotos). Después de eso, le parece tan divertido que lo vuelve hacer con otros 3 Rabbids que había allí convirtiéndolos en un globo Rabbid, en "Rabbid Mario" y en un girasol con gafas de sol que después se llamaría "Girasol". Pero las gafas lanzarían otro rayo de Superfusión que golpearía los marcadores de tiempo de la lavadora, por lo que la lavadora empieza a absorber a todos los Rabbids, y a un póster de Mario, por lo que la lavadora va al Mundo de Mario, mientras que allí Mario, Luigi, Yoshi, Peach y un montón de Toads, están a punto de ver la inauguración de una estatua de Peach, pero poco después aparece un vórtice que se traga a Mario y sus amigos, y a un montón de Toads. Después de eso a Beep-O le salen unas orejas de conejo, mientras que Spawny sigue con las gafas fallando, y se fusiona con las gafas, dándole un aspecto infantil y un comportamiento de un niño pequeño, que seguiría sin quererlo, usando la Superfusión para fusionar a más Rabbids, creando a algunos de los enemigos del juego. Cuando a Beep-O le está a punto de caer la lavadora, aparece Mario y lo rescata. Cuando llegan al suelo, caen del cielo también Rabbid Peach y Rabbid Luigi, que se alían para encontrar a los amigos de Mario y a sus Rabbids correspondientes, y a Spawny. Después de su primer encuentro con enemigos, Beep-O recibe un mensaje que le envía 3 armas a cada uno que se pone en la mano (una especie de cañón y un yoyó). Después de encontrar a Peach (que se unirá en el segundo mundo) e ir a su castillo, tendremos que viajar por 4 mundos de 10 o 9 "niveles" cada uno, y cada nivel puede tener una o más fases. Cada mundo tiene un minijefe y un jefe. Al final, después de rescatar a todos los amigos de Mario y a Spawny, se dirigen todos al castillo de Peach para que Rabbid Luigi inaugure la estatua, pero esta vez es de Rabbid Peach con su móvil en la mano izquierda y en la derecha tiene a Girasol. Rabbid Peach se pone tan contenta que se saca una foto con su móvil con todos, y los Rabbids viven en el Reino Champiñón sin problemas.

## Contenido descargable

### Donkey Kong Adventure
Cuando Rabbid Kong daña la lavadora de tiempo, Rabbid Peach y Beep-O son transportados inadvertidamente a otra dimensión. Chocan contra una isla tropical, destruyendo la lavadora. Para volver al Reino Champiñón, los dos deben encontrar las partes faltantes de la máquina y volver a montarla. Después de ser atacados por los nativos de la isla, son salvados por Donkey Kong y Rabbid Cranky, que también fueron transportados por la lavadora y aceptan ayudar. Rabbid Kong, que también fue enviado a la isla, obtiene el poder de un plátano cargado con la energía de Megabug, convirtiéndose en Mega Rabbid Kong. Buscando venganza contra Rabbid Peach por su derrota anterior, comienza una operación de extorsión de bananas en la isla y se lleva una de las partes que le faltan. Después de infiltrarse en su templo, el trío derrota a Mega Rabbid Kong en un duelo final, agotando sus poderes. Rabbid Peach y Rabbid Kong hacen las paces, y Rabbid Kong les ayuda a reconstruir la lavadora, enviando Rabbid Peach y Beep-O de vuelta al Reino Champiñón. En una escena poscréditos, el inventor del prólogo regresa y descubre las fotos de la isla de Rabbid Peach.

## Reparto
| Personaje      | Actor de voz original |
| -------------- | --------------------- |
| Mario          | Charles Martinet      |
| Luigi          | Charles Martinet      |
| Princesa Peach | Samantha Kelly        |
| Toad           | Samantha Kelly        |
| Toadette       | Samantha Kelly        |
| Yoshi          | Kazumi Totaka         |
| Rabbids        | Yoann Perrier         |
| Rabbid Mario   | Yoann Perrier         |
| Rabbid Luigi   | Yoann Perrier         |
| Rabbid Peach   | Yoann Perrier         |
| Rabbid Yoshi   | Yoann Perrier         |
| Donkey Kong    | Takashi Nagasako      |
| Bowser         | Kenny James           |
| Bowser Jr.     | Caety Sagoian         |
| Boo            | Sanae Suzaki          |
| Chica Genio    | Kaycie Chase          |
| Fantasma       | Augustin Chemelle     |

## Desarrollo
Mario + Rabbids Kingdom Battle fue desarrollado por Ubisoft París y Ubisoft Milán utilizando el motor de juego exclusivo de Ubisoft, Snowdrop. El creador de Mario, Shigeru Miyamoto, quedó impresionado por el prototipo de un juego de crossover de Mario y Rabbids que le fue presentado por el director creativo de Ubisoft Milan, Davide Soliani, en 2014. Ese prototipo fue creado en menos de un mes. Miyamoto sintió que el concepto era fácil de entender y que era refrescante ver a Mario colocado en un género de juego que no había previsto. El desarrollo del juego fue liderado bajo Soliani una vez que su lanzamiento fue aprobado por Nintendo.
El equipo de desarrollo de Ubisoft viajó a la sede de Nintendo en Kioto, Japón, en varias ocasiones para asegurarse de que su comprensión del universo de Mario era sólida y que su nueva toma en el género no había sido cubierta tanto antes. El director de arte, Mauro Perini, señaló que era importante capturar la atmósfera de los juegos de Nintendo. Sin embargo también querían combinar los elementos más locos del universo de los Rabbids con los componentes existentes de Mario. El productor del juego, Xavier Manzares, quería que el juego ofreciera una experiencia profunda y llena de contenido que fue estructurada para que el juego pudiera ser jugado en sesiones cortas. Ellos sentían que este formato era ideal para Nintendo Switch, que es capaz de ser una computadora de mano y una consola doméstica. Ubisoft reclutó al compositor de videojuegos británico Grant Kirkhope para componer la partitura del juego.

## Lanzamiento
Mario + Rabbids Kingdom Battle se filtró en mayo de 2017, antes de su anuncio oficial durante la conferencia de prensa de Ubisoft en el E3 2017. El juego se lanzó para Nintendo Switch el 29 de agosto de 2017. Una edición de coleccionista también se lanzó el mismo día, que viene con una banda sonora de CD, 12 tarjetas de coleccionista, y una figura de Rabbid Mario de 6 pulgadas incluida con el juego.

## Secuela
Antes de la conferencia de prensa de Ubisoft, Mario + Rabbids Sparks of Hope fue filtrado por Nintendo. Durante el E3 de 2021, Ubisoft anunció oficialmente el juego, con fecha de lanzamiento en 2022.

## Recepción
Mario + Rabbids Kingdom Battle recibió críticas "generalmente favorables", según Metacritic. El juego fue bien recibido por muchos críticos, que elogiaron su humor, jugabilidad, profundidad y gráficos, y muchas críticas compararon favorablemente el juego con XCOM: Enemy Unknown, debido a su jugabilidad similar en él.
Debutó en el número 2 en las listas de ventas de videojuegos físicos del Reino Unido. Fue también el videojuego físico más vendido en Australia en la semana que terminó el 3 de septiembre de 2017. Vendió 66.692 copias en su primera semana a la venta en Japón, lo que lo colocó en el número uno en la lista de ventas de todos los formatos.
Mario + Rabbids Kingdom Battle es uno de los videojuegos más vendidos en Switch que no ha sido publicado por parte de Nintendo.
Eurogamer clasificó al juego en quinto lugar en su lista de los "50 mejores juegos de 2017"; GamesRadar+ lo clasificó en el puesto 13 en su lista de los 25 mejores juegos de 2017; EGMNow ocupó el puesto 14 en su lista de los 25 mejores juegos de 2017; Polygon lo calificó en el puesto 33 en su lista de los 50 mejores juegos de 2017.
El juego ganó el premio al Mejor juego de estrategia en los premios Best of 2017 de IGN,
mientras que sus otras nominaciones fueron para "Mejor juego de Switch" y "Mejor música original".